# Злобина, Генриетта Семёновна
Генриетта Семёновна Злобина — овцевод колхоза «Двигатель» Воткинского района Удмуртской АССР, передовик сельхозпроизводства, общественный деятель. Герой Социалистического Труда (1966). 

## Биография
Генриетта Семёновна родилась 13 апреля 1935 года в крестьянской семье деревни Двигатель в пригороде Воткинска (Удмуртская АССР). Свою трудовую деятельность начала ещё в военные и послевоенные годы, когда училась в школе. По окончании школы осталась в родной деревне, и в 1954 году поступила работать на овцеводческую ферму колхоза «Двигатель», где сразу зарекомендовала себя трудолюбивой, энергичной и добросовестной работницей. Благодаря усилиям молодого специалиста ферма вскоре вышла в передовые в районе по сохранности ягнят и настригу шерсти, а уже через год ей доверили руководство бригадой. Приступив к полной замене помесных овец чистопородными, Генриетта Семёновна попутно внедряла передовые способы их содержания. При поддержке учёных республики на ферме была создана научно-производственная база, которая вскоре была преобразована в третий в стране овцеводческий племенной завод.
За 11 лет трудовой деятельности — с 1954 по 1965 годы — Генриетта Злобина получила более 24 тонн высококачественной шерсти, вырастила более 4500 ягнят. За десятую пятилетку в среднем за год ей удалось получать 98 ягнят на 100 овцематок, а также 4,6 килограммов шерсти с одной овцы.
Генриетта Семёновна являлась неоднократной участницей ВДНХ СССР и была удостоена четырёх медалей выставки: золотой, двумя серебряными и бронзовой. Шесть раз она завоёвывала звание «Лучший овцевод УАССР». Была делегатом III Всесоюзного съезда колхозников, Всесоюзного собрания представителей советов колхозов, депутатом Воткинского районного совета.
Указом Президиума Верховного Совета СССР от 22 марта 1966 года «за достигнутые успехи в развитии животноводства, увеличении производства и заготовок молока, мяса, яиц, шерсти и другой продукции» Злобиной Генриетте Семёновне было присвоено звание Героя Социалистического Труда с вручением ордена Ленина и золотой медали «Серп и Молот».
Общий трудовой стаж Генриетты Семёновны Злобиной составил 45 лет — все из них в колхозе «Двигатель». В 1990 году решением исполкома Воткинского райсовета Генриетте Семёновне Злобиной была назначена персональная пенсия союзного значения. В ходатайстве отмечалось: «…Настойчивостью, исполнительностью, принципиальностью, трудолюбием, большой ответственностью добилась Злобина Генриетта Семёновна успехов в работе. В том, что хозяйство многие годы выполняет планы по продаже шерсти государству — большой вклад труда Злобиной Генриетты Семеновны.»